# Maussane-les-Alpilles
Maussane-les-Alpilles è un comune francese di 2 116 abitanti situato nel dipartimento delle Bocche del Rodano della regione della Provenza-Alpi-Costa Azzurra. La città deve il suo predicato al vicino massiccio delle Alpilles.

## Società

### Evoluzione demografica
Abitanti censiti

## Amministrazione

### Gemellaggi
- Montopoli in Val d'Arno